# Sjota Tjotjisjvili
Sjota Tjotjisjvili, född den 10 juli 1950 i Ghvlevi, Georgien, död den 27 augusti 2009 i Gori, Georgien, var en sovjetisk judoutövare.
Han tog OS-guld i herrarnas halv tungvikt i samband med de olympiska judotävlingarna 1972 i München.
Han tog därefter OS-brons i herrarnas öppna klass i samband med de olympiska judotävlingarna 1976 i Montréal.